# FA Wan
Der FA Wan (armenisch Ֆորտբոլային Ակումբ Վան, Futbolayin Akumb Wan, englisch FC Van) ist ein armenischer Fußballverein aus Tscharenzawan. Der Club spielt momentan in der höchsten armenischen Liga, der Bardsragujn chumb.

## Geschichte
Der Verein wurde 2019 als FA Wan in der zweitklassigen Aradschin chumb gegründet. Seit dem Aufstieg 2020 spielt in der höchsten Liga des Landes und konnte dort auf Anhieb 2021 Platz 6 belegen.

## Alle Spielzeiten
| Saisons | Div. | Liga              | Platz | @     | Pokal         |
| ------- | ---- | ----------------- | ----- | ----- | ------------- |
| 2019/20 | 2    | Aradschin chumb   | 1.    | [ 1 ] | Viertelfinale |
| 2020/21 | 1    | Bardsragujn chumb | 6.    | [ 2 ] | Viertelfinale |
| 2021/22 | 1    | Bardsragujn chumb | 8.    | [ 3 ] | Halbfinale    |
| 2022/23 | 1    | Bardsragujn chumb | 5.    | [ 4 ] | Viertelfinale |
| 2023/24 | 1    | Bardsragujn chumb | 9.    | [ 5 ] |               |
| 2024/25 | 1    | Bardsragujn chumb | 5.    | [ 6 ] |               |

## Bekannte Spieler
- Wilfried Eza (2019–2021)

## Stadion
Die Heimspiele trägt der Verein im Stadion-Tscharenzawan (5.000 Plätze) aus.